# Нагорный, Никита Владимирович
Ники́та Влади́мирович Наго́рный (род. 12 февраля 1997, Ростов-на-Дону, Россия) — российский гимнаст. Заслуженный мастер спорта России, Олимпийский чемпион (2020), серебряный призёр Олимпийских игр (2016), трёхкратный чемпион мира (2019), восьмикратный чемпион Европы (2015, 2016, 2018, 2019, 2021) года.
Начальник главного штаба ВВПОД «Юнармия» с декабря 2020 года по ноябрь 2024 года.

## Карьера

### Юниорские годы
В 2014 году на первенстве России среди юниоров Никита становится бронзовым призёром в многоборье, что позволило ему поехать на юниорский чемпионат Европы, где в составе сборной России он стал серебряным призёром, а также выиграл крупное золото на опорном прыжке. Был выбран для поездки на юношеские олимпийские игры в Нанкине, где выиграл три золотых, серебряную и бронзовые медали.

### Взрослая карьера
На чемпионате России 2015 года Никита выиграл бронзу в составе команды Москвы, разделил золото с Денисом Аблязиным в финалах опорного прыжка и вольных упражнений, а также стал бронзовым призёром в упражнениях на брусьях и перекладине. Эти результаты позволили Никите завоевать путевку на чемпионат Европы в Монпелье, где он выиграл золотую медаль в опорном прыжке с результатом 15,099 балла.
29 мая 2016 года в Берне (Швейцария) на чемпионате Европы 2016 Никита Нагорный стал чемпионом Европы в вольных упражнениях с суммой 15,566 балла, а также чемпионом Европы в командном многоборье.
8 августа 2016 года Никита Нагорный завоевал в составе сборной России серебряную медаль Олимпийских игр 2016 в Рио-де-Жанейро, выступив в командном многоборье.
На чемпионате Европы 2017 Никита Нагорный завоевал бронзовую медаль на брусьях.
В 2018 году на чемпионате Европы 2018 завоевал золотую медаль в командном многоборье. В этом же году на чемпионате мира 2018, Никита Нагорный стал серебряным призёром в командном многоборье, а также занял третье место в личном многоборье.
На чемпионате России 2019 года в Пензе Нагорный стал шестикратным чемпионом во всех видах, кроме вольных упражнений, уступив в них Дмитрию Ланкину.
На чемпионате Европы 2019 года Никита стал первым в личном многоборье, опередив абсолютного чемпиона мира Артура Далалояна. Кроме того, россиянин выиграл золотую медаль континентального первенства в упражнении на параллельных брусьях.
Несколько месяцев спустя Нагорный триумфально выступил на чемпионате мира 2019 года в Штутгарте. Российский гимнаст поднялся на высшую ступень пьедестала в личном многоборье, сумев опередить абсолютного чемпиона мира прошлого года и товарища по команде Артура Далалояна, а также занял первое место в опорном прыжке. Знаковым результатом стала первая за 28 лет победа мужской сборной России по спортивной гимнастике в командном многоборье.
На чемпионате Европы 2021 года российский гимнаст успешно защитил звание абсолютного чемпиона континента. На следующий день Никита выиграл свою вторую золотую медаль соревнований в Базеле, одержав победу в вольных упражнениях, а также стал обладателем серебряных наград в упражнениях на коне и кольцах. В многоборье продемонстрировал новый технический элемент — тройное сальто назад согнувшись. В сентябре 2021 года Международная федерация гимнастики назвала этот элемент в честь Никиты Нагорного. Тройное сальто назад согнувшись стало третьим элементом в мужской спортивной гимнастике, которому технический комитет присвоил высшую группу сложности I.
На Олимпиаде 2020 в Токио (проходившей в 2021 году) Никита Нагорный завоевал олимпийское золото в командном многоборье в составе сборной Олимпийского комитета России (ОКР/ROC). Данную награду команда из России завоевала впервые за 25 лет. В личном многоборье спортсмен занял третье место с результатом 88.031 балла, уступив китайскому гимнасту Сяо Жотэну и японцу Дайки Хасимото (88.065 и 88.465 балла соответственно). А так же завоевал еще одну олимпийскую бронзовую медаль на перекладине с результатом 14.533 балла.
В мае 2022 года было объявлено, что Нагорный присоединится в качестве игрока к составу футбольного клуба «Сахалинец».
На чемпионате России 2023 года в Казани Нагорный сенсационно проиграл в многоборье Даниелу Маринову, став вторым. Но в отдельных упражнениях Никита все же взял еще два золота. Он стал лучшим на брусьях и в опорном прыжке.
В июне 2024 года на Играх стран БРИКС завоевал золото в опорном прыжке и серебро в вольных упражнениях.
В октябре 2024 года стал инициатором создания в России Гимнастической Премьер-лиги.

## Личная жизнь и общественная деятельность
Дед Нагорного играл в футбол в составе ростовского «Ростсельмаша» и сборной Армении.
В 2018 году Никита Нагорный женился на призёре Олимпийских игр, чемпионке мира и Европы по спортивной гимнастике Дарье Спиридоновой. 21 июня 2023 года у пары родился сын. Помимо спортивной карьеры, супруги занимаются предпринимательской деятельностью.
Является военнослужащим Росгвардии. Имеет воинское звание «младший лейтенант» (2016).
В декабре 2020 года возглавил Всероссийское детско-юношеское движение «Юнармия» (был назначен начальником Главного штаба ВВПОД «Юнармия»). В 2022 году предложил своим поклонникам направить подарки в помощь российским военнослужащим, участвующим во вторжении на Украину.
В 2023 году вошёл в состав инициативной группы по выдвижению Владимира Путина кандидатом на президентские выборы в 2024 году. В 2024 году был доверенным лицом кандидата в президенты России Владимира Путина.
В 2025 году, стал участником второго сезона шоу «Титаны» на ТНТ, где годом ранее принимала участие его жена.

## Санкции
Национальное агентство по предотвращению коррупции Украины, после российского вторжения, выступило с инициативой о введении против Нагорного международных санкций за поддержку «агрессивной политики путинского режима» и как причастного к пропаганде войны на Украине.
22 сентября 2023 года Нагорный включён в санкционный список Канады «соратников российского режима и агентов дезинформации» против причастных к депортации украинских детей в Россию и «созданию и распространению дезинформации и пропаганды, финансируемой Кремлем».
12 июня 2024 года Нагорный попал в блокирующий санкционный список США против лиц, ответственных за насильственную депортацию, перевоспитание и милитаризацию украинских детей из оккупированных Россией районов Украины.
В ноябре 2024 года был включён в санкционные списки Великобритании. В феврале 2025 был также включён в санкционный список Европейского Союза. 18 апреля 2025 года стало известно, что он внесён в санкционный список Украины сроком на 10 лет.

## Награды
- Медаль ордена «За заслуги перед Отечеством» I степени (25 августа 2016 года) — за высокие спортивные достижения на Играх XXXI Олимпиады 2016 года в городе Рио-де-Жанейро (Бразилия), проявленные волю к победе и целеустремлённость[29].
- Орден Дружбы (11 августа 2021 года) — за большой вклад в развитие отечественного спорта, высокие спортивные достижения, волю к победе, стойкость и целеустремленность, проявленные на Играх XXXII Олимпиады 2020 (2021 из-за переноса в связи с COVID-19) года в городе Токио (Япония)[30].
- Заслуженный мастер спорта России (2016).